# William R. Peers
William Ray Peers, né le 14 juin 1914 à Stuart et mort le 6 avril 1984 à San Francisco, est un militaire américain.
Il est notamment connu pour avoir présidé la commission Peers d'enquête sur le massacre de Mỹ Lai pendant la guerre du Viêt Nam.